# Список умерших в 1757 году
В этой статье представлен список известных людей, умерших в 1757 году.
См. также: Категория:Умершие в 1757 году

## Январь
- 9 января — Бернар Ле Бовье де Фонтенель (99) — французский писатель и популяризатор науки.
- 24 января — Франческо Робба (58) — итальянский скульптор, представитель барокко.

## Март
- 1 марта — Эдвард Мур (44) — английский поэт и драматург.
- 6 марта — Томас Блэкуэлл (55) — шотландский филолог.
- 27 марта — Ян Вацлав Антонин Стамиц (39) — чешский композитор, дирижёр и скрипач.

## Апрель
- 15 апреля — Розальба Каррьера (81) — итальянская художница, один из крупнейших представителей итальянского рококо.
- 16 апреля — Даниель Гран (62) — австрийский художник, один из крупнейших представителей австрийского барокко.

## Май
- 14 мая — Бартоломео Корданс (57) — итальянский композитор и капельмейстер.

## Июль
- 2 июля — Сирадж уд-Даула — наваб Бенгалии в 1756—1757 годах.
- 4 июля — Жан-Жозеф Ваде (37) — французский поэт и драматург.
- 23 июля — Доменико Скарлатти (71) — итальянский композитор и клавесинист.

## Август
- 5 августа — Антуан Пэн (74) — немецкий художник, один из крупнейших представителей фридерицианского рококо.
- 6 августа — Адам Маниок — венгерский художник, один из крупнейших представителей барочного портрета.
- 21 августа — Иоганн Самуэль Кёниг (45) — швейцарский математик и механик.
- 31 августа — Джонатан Белчер (75) — английский государственный деятель, губернатор колоний Нью-Гэмпшир (1729—1741), Массачусетс-Бэй (1730—1741) и Нью-Джерси (1747—1757).

## Октябрь
- 17 октября — Рене Антуан Реомюр (74) — французский естествоиспытатель, физик и энтомолог.

## Ноябрь
- 3 ноября — Джулио Понтедера (69) — итальянский ботаник.

## Декабрь
- 11 декабря — Колли Сиббер (86) — английский драматург и театральный актёр.